# الجبهة المتحدة الثانية

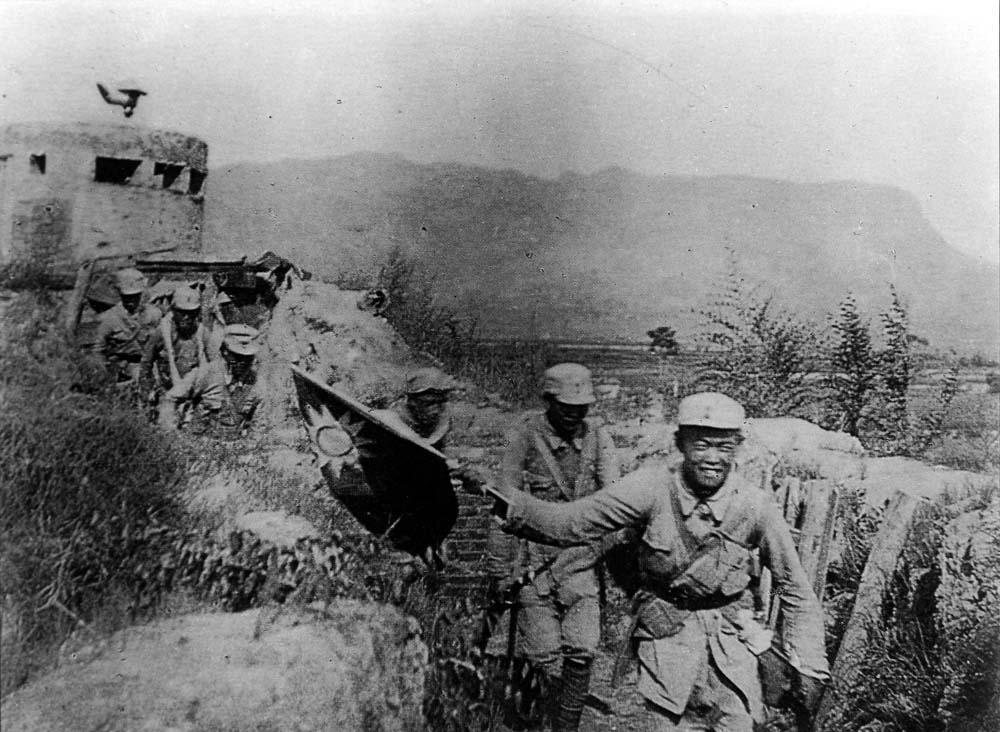
جندي شيوعي يلوح بعلم القوميين في جمهورية الصين بعد معركة منتصرة ضد اليابانيين خلال الحرب الصينية اليابانية الثانية

الجبهة المتحدة الثانية (بالصينية التقليدية: 第二次國共合作؛ بالصينية المبسطة: 第二次国共合作) كان تحالفًا بين حزب الكومينتانغ الحاكم والحزب الشيوعي الصيني لمقاومة الغزو الياباني الإمبراطوري للصين خلال الحرب الصينية اليابانية الثانية، والتي أوقفت الحرب الأهلية الصينية من عام 1937 إلى عام 1945..

## خلفية
في أواخر عام 1935، بدأ تشيانج كاي شيك مفاوضات سرية مع الاتحاد السوفييتي أملاً في الحصول على مساعدة مادية في حال اندلاع الحرب بين الصين واليابان. وكشرط مسبق للاتفاق، أراد السوفييت من تشيانغ التفاوض على وقف إطلاق النار مع الحزب الشيوعي الصيني.  ورغم تردده في التعامل مع جماعة اعتبرها متمردة، سعى تشيانغ بحذر إلى إقامة اتصال مع الحزب الشيوعي الصيني.   أبلغتهم اللجنة المركزية للحزب الشيوعي الصيني باهتمام الحزب بجيش موحد ضد اليابان تحت قيادة حكومة دفاع وطني.  ونظرًا للفجوة الواسعة بين شروط الحزب الشيوعي الصيني والحزب القومي الصيني، لم تُجرَ أي مفاوضات أخرى خلال النصف الأول من عام 1936. 
في هذه الأثناء، فتح الحزب الشيوعي الصيني مفاوضات منفصلة مع القوات القومية التي تحاصرهم في شمال غرب الصين. وتمكنوا من توقيع اتفاقيات سرية لوقف إطلاق النار مع تشانغ شيوليانغ، قائد جيش الشمال الشرقي، ويانغ هوتشنغ، قائد جيش الشمال الغربي.  شعر هؤلاء الجنرالات بالإحباط لأن تشيانغ كان يعطي الأولوية للحرب الأهلية على مقاومة اليابان.   كما وقع يان شيشان، وهو أمير حرب مجاور آخر، اتفاقية سرية مع الشيوعيين، على الرغم من أنه لم يكن متحالفًا معهم بشكل وثيق مثل تشانغ أو يانغ.  توحد أعضاء هذا التحالف الشمالي الغربي برغبتهم في مقاومة اليابان، لكنهم اختلفوا حول تفاصيل كيفية تحقيق ذلك على أفضل وجه.  دعم الشيوعيون خطة لاستخدام الدعم السوفييتي للاستيلاء على شنشي وقانسو ونينغشيا وتشينغهاي وشينجيانغ وتحويل شمال غرب الصين إلى قاعدة تحت قيادة تشانغ لمقاومة اليابان ومعارضة تشيانج.  كان تشانغ ويانغ ويان لا يزالون ملتزمين بإقناع تشيانج بقيادة المقاومة ضد اليابان.  وبينما استمروا في التفاوض، أبقوا تحالفهم سرًا، بل ودبروا معارك عسكرية وهمية لتهدئة شكوك حكومة نانجينغ.  
بدأت المفاوضات بين تشيانج والحزب الشيوعي الصيني بجدية في أواخر عام 1936.  واصل تشيانغ محاولاته لحل الحرب الأهلية عسكريًا؛ وظل يعتبر التسوية التفاوضية مع الحزب الشيوعي الصيني الملاذ الأخير.  وقد شجعته نتائج حملة نينغشيا في منتصف أكتوبر وأواخره. في تلك الحملة، سار الفيلقان الثاني والرابع من الجيش الأحمر شمالًا لجمع الإمدادات التي أسقطها الاتحاد السوفيتي في منغوليا، لكنهما وجدا نفسيهما محاصرين على الجانب الآخر من النهر الأصفر.  تمزق الفيلقان على يد سلاح الفرسان الهوي المتحالف مع القوميين.  بدأ تشيانغ الاستعداد لحملة تطويق سادسة، وأمر تشانغ ويانغ بالمشاركة.  في أوائل نوفمبر، عرض تشين ليفو على بان هانيان شروطًا قاسية للغاية للتوصل إلى اتفاق.  رفض بان ذلك، واصفًا إياها بـ"شروط الاستسلام".  وفي أواخر نوفمبر، أمر تشيانج جيش الشمال الشرقي وقوات من الجيش القومي المركزي، جيش الطريق الصحيح بقيادة هو تسونغنان، بمهاجمة العاصمة الشيوعية في باوان. وفي معركة شانتشنغباو التي اندلعت نتيجة لذلك، تمكن جيش الشمال الشرقي من حجب معظم قواته عن الهجوم. سمح هذا للجيش الأحمر بشن كمين وتدمير فوج هو الثامن والسبعين تقريبًا.   وقد أدى هذا إلى انقلاب الوضع الدبلوماسي: فقد خفف تشين ليفو من شروطه، ولكن الحزب الشيوعي الصيني استدعى بان هانيان من نانجينغ في العاشر من ديسمبر.  
وفي أواخر عام 1936، قرر تشانغ شيوليانغ أن محاولاته المتكررة لإقناع تشيانغ بإنشاء جبهة موحدة مع الشيوعيين لن تكون كافية. بالنسبة لتشانغ، بدا تشيانج مصممًا على مواصلة الحرب الأهلية حتى مع تزايد خطر الغزو الياباني. وبناءً على نصيحة يانغ هوتشنغ، قرر اللجوء إلى تدابير صارمة.   في 12 ديسمبر 1936، تآمر تشانغ ويانغ الساخطان لاختطاف تشيانغ وإجباره على هدنة مع الحزب الشيوعي الصيني. عُرفت هذه الحادثة باسم حادثة شيآن. أوقف كلا الطرفين القتال لتشكيل جبهة موحدة ثانية لتركيز طاقاتهم ومحاربة اليابانيين.

## التعاون خلال حرب المقاومة

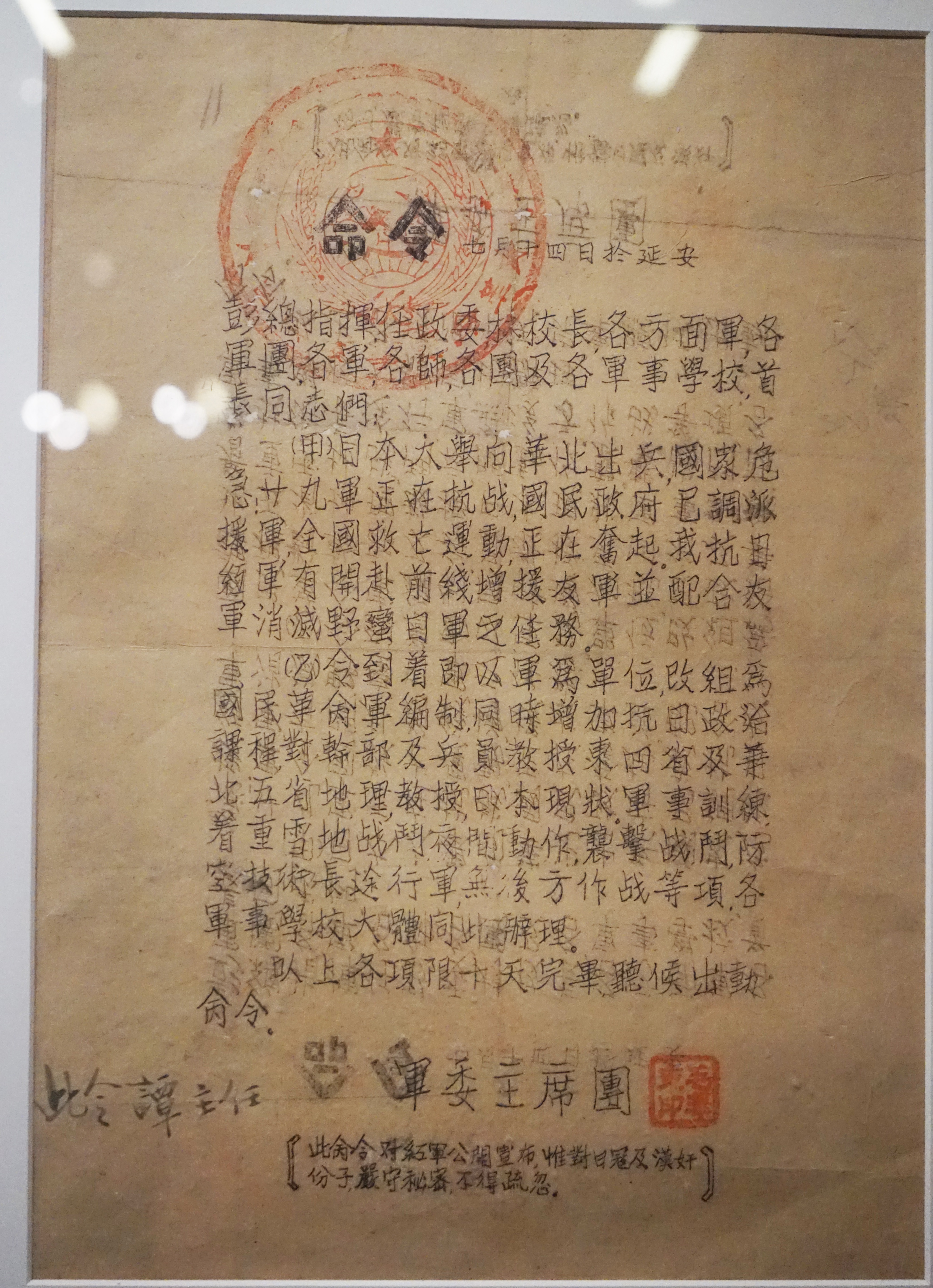
في يوليو 1937، أصدرت هيئة رئاسة اللجنة العسكرية المركزية أمرًا للجيش الأحمر بإعادة تنظيم نفسه في الجيش الثوري الوطني والاستعداد للخطوط الأمامية المناهضة لليابان.

نتيجةً للهدنة بين الكومينتانغ والحزب الشيوعي الصيني، أُعيد تنظيم الجيش الأحمر في الجيش الرابع الجديد وجيش الطريق الثامن، ووُضعا تحت قيادة الجيش الوطني الثوري. وافق الحزب الشيوعي الصيني على قيادة تشيانغ كاي شيك، وبدأ يتلقى بعض الدعم المالي من الحكومة المركزية التي يديرها الكومينتانغ. وبالاتفاق مع الكومينتانغ، أُنشئت منطقتا شان-غان-نينغ الحدوديتان ومنطقة جين-تشا-جي الحدوديتان، وخضعتا لسيطرة الحزب الشيوعي الصيني.
ومن بين نقاط التفاوض في الجبهة المتحدة الثانية كانت قدرة الحزب الشيوعي على نشر الصحف والدوريات علنًا في مناطق الكومينتانغ. في أواخر أغسطس 1937، اتفق تشو إن لاي ورئيس قسم الدعاية المركزي في حزب الكومينتانغ شاو ليزي على نشر صحيفتي شينخوا ديلي وتشون تشونغ ويكلي في هذه المناطق.
بعد اندلاع الحرب الشاملة بين الصين واليابان، حاربت قوات الحزب الشيوعي الصيني بالتحالف مع قوات الكومينتانغ خلال معركة تاييوان، وبلغ تعاونهما ذروته في عام 1938 خلال معركة ووهان.
مع ذلك، كان خضوع الحزب الشيوعي الصيني لسلسلة قيادة الجيش الوطني الثوري اسميًا فقط. كان الحزب الشيوعي الصيني يتصرف باستقلالية. وكان مستوى التنسيق الفعلي بين الحزب الشيوعي الصيني وحزب الكومينتانغ خلال الحرب الصينية اليابانية الثانية ضئيلًا.

## الانهيار والعواقب
في خضمّ الجبهة المتحدة الثانية، كان الحزب الشيوعي الصيني والكومينتانغ لا يزالان يتنافسان على النفوذ الإقليمي في "الصين الحرة" (أي تلك المناطق التي لم يحتلها اليابانيون أو تحكمها حكومات عميلة). بدأ هذا التحالف المضطرب بالانهيار أواخر عام 1938 نتيجةً لجهود الحزب الشيوعي الصيني لتوسيع قوته العسكرية من خلال استيعاب قوات حرب العصابات الصينية خلف خطوط العدو. أما الميليشيات الصينية التي رفضت تغيير ولائها، فكان الحزب الشيوعي الصيني يُطلق عليها اسم "المتعاونين" ثم يهاجمها للقضاء عليها. على سبيل المثال، هاجم الجيش الأحمر بقيادة هي لونغ لواءً من الميليشيات الصينية بقيادة تشانغ ين وو في خبي في يونيو 1939، وأباده.
في ديسمبر 1940، طالب تشيانغ كاي شيك الجيش الرابع الجديد التابع للحزب الشيوعي الصيني بإخلاء مقاطعتي آنهوي وجيانغسو. وعلى الرغم من الضغط الشديد، ارتكب قادة الجيش الرابع الجديد عصيانًا بالسير في اتجاه غير مصرح به، كما فاتتهم الموعد النهائي للإخلاء. أضف إلى ذلك هجمات الحزب الشيوعي الصيني على قوات الكومينتانغ في خبي في أغسطس 1939 وفي جيانغسو في أكتوبر 1940، لذلك تعرضوا لكمين وهزمتهم القوات القومية في يناير 1941. أضعف هذا الصدام، الذي سيُعرف باسم حادثة الجيش الرابع الجديد، لكنه لم ينهِ موقف الحزب الشيوعي الصيني في وسط الصين وأنهى فعليًا أي تعاون جوهري بين القوميين والحزب الشيوعي الصيني وركز كلا الجانبين على التنافس على الموقع في الحرب الأهلية الحتمية. كما أنه أنهى الجبهة المتحدة الثانية التي تشكلت في وقت سابق لمحاربة اليابانيين.
بعد ذلك، خاضت قوات الكومينتانغ والحزب الشيوعي الصيني معارك ضارية داخل المقاطعات المحتلة يابانيًا وخلف خطوط العدو، وفي نهاية المطاف نجح الحزب الشيوعي الصيني في تدمير أو استيعاب قوات الثوار الكومينتانغ أو دفعها إلى الانضمام إلى صفوف القوات العميلة لليابان. كما بدأ الحزب الشيوعي الصيني تحت قيادة ماو تسي تونج في تركيز معظم طاقته على بناء مجال نفوذه حيثما أتيحت الفرص، وذلك بشكل رئيسي من خلال المنظمات الجماهيرية الريفية، وإجراءات الإصلاح الإداري والأراضي والضرائب التي تُراعي مصالح الفلاحين الفقراء؛ بينما خصص الكومينتانغ العديد من فرق جيشه النظامي لتنفيذ حصار عسكري على مناطق الحزب الشيوعي الصيني في محاولة لتحييد انتشار نفوذه حتى نهاية الحرب الصينية اليابانية الثانية.

### بعد عام 1945
بعد الحرب الصينية اليابانية الثانية، حاول تشيانج كاي شيك وماو تسي تونج الدخول في محادثات السلام. وقد فشلت هذه الجهود، وبحلول عام 1946 انخرط الحزب القومي الصيني والحزب الشيوعي الصيني في حرب أهلية شاملة. تمكن الحزب الشيوعي الصيني من الحصول على الأسلحة التي استولى عليها الجيش الياباني في شمال شرق البلاد ــ بموافقة سوفييتية ــ وانتهز الفرصة للاشتباك مع حزب الكومينتانغ الذي كان قد أصبح ضعيفا بالفعل. في أكتوبر 1949، أسس ماو جمهورية الصين الشعبية، بينما تراجع تشيانج إلى جزيرة تايوان.

### الاستشهادات
1. ↑  Yang 2020، صفحة 62.
2. 1 2  Yang 2020، صفحة 63.
3. ↑  Itoh 2016، صفحات 124-125.
4. ↑  Pantsov 2023، صفحات 230-231.
5. 1 2 3 4  van de Ven 2003، صفحة 179.
6. ↑  Coble 1991، صفحات 224-225.
7. ↑  Itoh 2016، صفحة 108.
8. ↑  Gillin 1967، صفحة 232.
9. ↑  Yang 2020، صفحة 64.
10. ↑  Barnouin & Yu 2006، صفحة 65.
11. ↑  Sheng 1992، صفحة 158.
12. ↑  Chen 2024، صفحات 161-162.
13. ↑  Yang 2020، صفحة 65.
14. ↑  Watt 2014، صفحات 111-112.
15. ↑  Itoh 2016، صفحات 129-130.
16. ↑  Peng 2023، صفحة 476.
17. ↑  Sheng 1992، صفحة 163.
18. ↑  Chen 2024، صفحة 161.
19. ↑  Dillon 2020، صفحة 102.
20. ↑  Yang 1990، صفحة 223.
21. ↑  Dillon 2020، صفحات 101-102.
22. ↑  Peng 2023، صفحات 476-477.
23. ↑  Pantsov 2023، صفحات 241-242.
24. ↑  Pantsov 2012، صفحة 302.
25. 1 2  Li، Ying (2024). Red Ink: A History of Printing and Politics in China. Royal Collins Press. ISBN:9781487812737.
26. ↑  Ray Huang, 從大歷史的角度讀蔣介石日記 (Reading Chiang Kai-shek's Diary from a Macro History Perspective) China Times Publishing Company, 1994-1-31 (ردمك 957-13-0962-1), p.259
27. ↑  Benton، Gregor (1986). "The South Anhui Incident". The Journal of Asian Studies. ج. 45 ع. 4: 681–720. DOI:10.2307/2056083. ISSN:0021-9118. JSTOR:2056083. S2CID:163141212.
28. ↑  "政治垃圾張蔭梧曾欲為國民黨奪回北平_历史-多維新聞網". culture.dwnews.com. مؤرشف من الأصل في 2019-10-30. اطلع عليه بتاريخ 2019-10-30.
29. ↑  "Crisis". Time. 13 نوفمبر 1944. مؤرشف من الأصل في 2007-11-20.
30. ↑  "The Chinese Revolution of 1949". 13 يوليو 2007. مؤرشف من الأصل في 2025-04-15.